# الیزابت فریس (شیرجه‌رو)
الیزابت فریس (انگلیسی: Elizabeth Ferris; ۱۹ نوامبر ۱۹۴۰ – ۱۲ آوریل ۲۰۱۲) شیرجه‌رو زن اهل بریتانیا بود.
وی در مسابقات کشوری و بین‌المللی در مجموع برندهٔ ۲ مدال طلا، ۱ مدال نقره، ۲ مدال برنز شده‌است.